# Hvalfanger (skib)
 For alternative betydninger, se Hvalfanger. (Se også artikler, som begynder med Hvalfanger)
Betegnelsen hvalfanger bruges dels om en person, der fanger hvaler, og dels om et fartøj, der er bygget til hvalfangst. Nogle hvalfangere slæber den fangede hval til kysten, mens andre hvalfangere er bygget som fabrikker, der kan partere og behandle hvalen om bord. Skibe af denne type bruges i dag primært i Norge, Island og Japan.
Skibene på billedet har dampmaskine. Bemærk udkigstønden, der benyttes når en hval skal lokaliseres, og den høje stævn, hvor harpunkanonen gøres fast under hvalfangst. Harpunen kan være forsynet med en sprængladning, der slår hvalen ihjel og en line, der benyttes til at slæbe hvalen af sted ind mod kysten.